# Der Hitchhiker
Der Hitchhiker (The Hitchhiker, dt. Der Anhalter; in GB auch Deadly Nightmares) ist eine Fernsehserie aus den Jahren 1983 bis 1991.
Die 85 Mystery-Episoden, die durch einen Moderator angekündigt wurden, waren sehr beliebt bei den Zuschauern, wurden aber wegen Geldmangels 1991 abgesetzt. Wiederkehrende Hauptdarsteller als 'Hitchhiker' waren Page Fletcher in 13 Folgen und Nicholas Campbell in drei Folgen, die sich dort teilweise mit brutaler Gewalt auseinandersetzen mussten, aber auch mit Nacktszenen konfrontiert wurden.

## Besetzung
Es agierten internationale Filmstars, darunter (in alphabetischer Reihenfolge):
- Kirstie Alley, Karen Black, Robert Carradine, Willem Dafoe, Helen Hunt, Claude Jade, Klaus Kinski, David Marshall Grant, Ornella Muti, Franco Nero, Geraldine Page, Bill Paxton und Fred Ward.

## Beispiel „Was der Maler sah“
Exemplarisch für die Serie sind mysteriöse Geschichten wie die der von Elizabeth Baxter geschriebenen „Windows“ (dt.: Was der Maler sah). Der Maler Jake (David Marshall Grant) beobachtet das Paar Monique (Claude Jade) und Victor (Jean-Claude Bouillon) im Haus gegenüber. Ein Streit des Paares inspiriert ihn zu Darstellungen gewalttätiger Natur zwischen Monique und ihrem Mann. Monique trifft sich mit Jakes Freundin Sophie (Annabelle Mouloudji). Als Sophie meint, mit Künstlern solle man nicht zusammenleben, rät Monique ihr das Gleiche. Nach einiger Zeit kopiert die Wirklichkeit die Kunst und Victor schlägt Monique. Jake kann dem Reiz nicht widerstehen, eine Waffe zu integrieren. Als bald darauf ein Schuss fällt, glaubt Jake, Victor habe Monique erschossen. Sophie, die nun Moniques Freundin ist, wird fast zum Opfer von Jakes Gewaltphantasien, als Monique erscheint und Jake erschießt, um Sophie zu retten. Die beiden Frauen sehen nun auch Jakes letztes Bild: seinen Tod.